# Kostel svatého Alberta Velikého (Paříž, 16. obvod)
Kostel svatého Alberta Velikého slouží Německojazyčné katolické obci svatého Alberta Velikého (německy Katholische Gemeinde deutscher Sprache Sankt Albertus Magnus) jako katolický farní kostel v Paříži v 16. obvodu v ulici Rue Spontini. Svatostánek je umístěn v původně obytném dvoudomě a slouží katolíkům z Německa, Rakouska a Švýcarska žijícím v Paříži. Svým architektonickým pojetím se blíží spíše kapli a liší se tím od jiných zahraničních církví v Paříži.

## Historie
Německojazyčná duchovní péče je v Paříži zaznamenána již v roce 1627. Zásadní význam měla především v první polovině 19. století, kdy v Paříži působil velký počet německých řemeslníků a dělníků, kteří odešli z vlasti kvůli hospodářským těžkostem. V roce 1853 čítala populace zhruba 100 000 Němců, tedy mnohem více než dnes. V roce 1837 byla založena Mission Catholique de Langue Allemande (Katolická obec německého jazyka) a jejím vedením byl pověřen jezuita Joseph Chable. Dělníci a řemeslníci si vlastními náklady pořídili svůj kostel svatého Josefa (Saint-Joseph-des-Allemands) v ulici Rue Lafayette v 10. obvodu. Za první světové války byla německá obec rozpuštěna a kostel byl předán francouzské církvi jako Saint-Joseph-Artisan.
Rovněž období druhé světové války bylo mimořádně pohnuté. Od roku 1934 v Paříži působil německý farář Franz Stock (1904-1948), který byl po obsazení Paříže v roce 1940 jmenován duchovním německých katolíků a poskytoval duchovní útěchu též odsouzeným francouzským odbojářům a jejich pozůstalým rodinám. Po skončení války prováděl pastorační činnost v německých zajateckých táborech v okolí Paříže.
V roce 1953 byla opět povolena samostatná německá obec. V roce 1957 získala německá biskupská konference obytný dům v Rue Spontini v 16. obvodu a nechala jej přestavět na společenské místnosti s kaplí. V roce 1994 byl přikoupen sousedící dům a oba byly do roku 1996 přestavěny na větší kapli a společenské místnosti.

## Katolická obec
Farnost svatého Alberta Velikého odpovídá svou strukturou a činností jiným katolickým církevním obcím v Německu. Rozdíl je pouze v tom, že stejně jako ostatní nefrancouzské katolické obce v Paříži spadají duchovním vedením pod Pařížskou arcidiecézi. Materiálně je podporována biskupskou konferencí v Německu i přesto, že členy jsou i Francouzi bydlící v okolí. Konference dosazuje faráře a přispívá na chod farnosti, neboť ve Francii na rozdíl od německy mluvících zemí není zavedena církevní daň. Každé čtyři roky je volena desetičlenná církevní rada, která vypomáhá faráři při vedení farnosti. Od běžných farností se pařížská liší ještě dvěma specifiky. Farníci jsou rozptýleni po velikém území – většina z nich bydlí na různých předměstí. Dále je zde velká fluktuace členů obce – zhruba čtvrtina se jich každoročně obmění, když pobývají v Paříži jen dočasně.